# Tentativa de golpe de Estado na Zâmbia em 1990
A tentativa de golpe de Estado na Zâmbia de 1990 foi uma tentativa de golpe militar que ocorreu na Zâmbia em 1 de julho de 1990. O golpe durou não mais do que seis horas e ocorreu durante a madrugada quando o líder golpista, o tenente Mwamba Luchembe, do exército zambiano, anunciou, por meio da ZNBC (a emissora nacional de rádio), que os militares haviam assumido o governo. Luchembe citou tumultos da semana anterior (onde cerca de 27 pessoas morreram, enquanto mais de 100 ficaram feridas) como motivos de sua ação. Embora a tentativa de golpe do tenente Luchembe contra o então presidente Kenneth Kaunda tenha fracassado, este incidente enfraqueceu o poder político de Kaunda, que já estava instável depois de três dias de tumultos. 